# Wolferton
Wolferton eller Wolverton är en by i civil parish Sandringham, i distriktet King's Lynn and West Norfolk, i grevskapet Norfolk i England. Byn är belägen 10 km från King's Lynn. Wolferton var en civil parish fram till 1935 när blev den en del av Sandringham. Civil parish hade 185 invånare år 1931.